# Matteo Abbate
Pour les articles homonymes, voir Abbate.
Matteo Abbate est un footballeur italien né le 21 août 1983 à Orbetello, évoluant au poste de défenseur.

## Parcours d'entraîneur
- 2019-2021 :  AC Monza
- fév. 2023-juin 2023 :  Plaisance Calcio
- juil. 2023-fév. 2024 :  US Pergolettese 1932